# Мене звати Майя
«Мене звати Майя» (італ. Mi chiamo Maya) — італійський фільм (2015). Режисер: Томмазо Аньєзе

## Сюжет
Шістнадцятирічна Нікі та дев'ятирічна Аліс — сестри, але батьки у них різні. Вони жили утрьох зі своєю матір'ю. Несподівано їх мати помирає і вони залишаються зовсім одні. Соцпрацівники приходять забрати Аліс в іншу сім'ю, і тоді Нікі втікає разом з сестрою з дому.

## У ролях
| Актор             | Роль            |
| ----------------- | --------------- |
| Матильда Лутц     | Нікі            |
| Мелісса Монті     | Аліса           |
| Валерія Соларіно  | Сесілія Форнарі |
| Карлотта Натолі   | Лена            |
| Джованні Анзальдо | Марк Брессон    |
| Лаура Адріані     | Елізабетта      |
| Джада Арена       | Сара            |
| Лаура Джиганте    | Беа             |

## Покази в Україні
Фільм демонструється в рамках тижня «Нового італійського кіно», що проходить у червні 2016 у чотирьох містах України — Києві, Львові, Одесі, Харкові.